# Ratko Mladić
Ratko Mladić (en cirílico serbio: Ратко Младић, pronunciado en serbio [râtkɔ mlǎːditɕ]), (Božanovići, 12 de marzo de 1942) fue el jefe de Estado Mayor del Ejército de la República Srpska (VRS) durante la Guerra de Bosnia, entre 1992 y 1995.
Nacido durante la Segunda Guerra Mundial, fue criado en un ambiente bélico y de sentimiento nacionalista. Hombre de fuerte personalidad, influida por el asesinato de su padre durante el conflicto mundial y el suicidio de su hija de veintitrés años en 1994, se incorporó muy joven al Ejército Popular Yugoslavo, y su carrera en el mismo fue meteórica.
En 1996, junto con otros líderes serbobosnios, fue acusado de crímenes de guerra y genocidio por el Tribunal Penal Internacional para la ex Yugoslavia (TPIY) en La Haya, por el asedio a Sarajevo, en el cual murieron más de 10 000 personas, y por la masacre de Srebrenica, en la que murieron más de 7000 hombres y niños bosníacos el 11 de julio de 1995, el mayor caso de asesinato en masa cometido en Europa desde la Segunda Guerra Mundial.
Sobre él se decretó una orden de arresto internacional, según la Regla 61 del TPIY, que concluyó que existían motivos suficientes para creer que el acusado había cometido dichos crímenes, incluyendo genocidio. El Gobierno de los Estados Unidos ofreció una recompensa de cinco millones de dólares por su localización, así como la de Radovan Karadžić, que fue detenido el 21 de julio de 2008 en Belgrado.
Según informaciones aparecidas en 2006, tras la guerra de Bosnia vivió en un suburbio de clase alta de Belgrado, protegido por Slobodan Milošević, y en instalaciones militares hasta junio de 2002, momento en que se le permitió escapar y se le perdió la pista. Su captura y entrega al tribunal fue una de las condiciones que puso la Unión Europea para el acceso de Serbia a la misma, cuyo acuerdo de asociación fue bloqueado por el veto de los Países Bajos.
El 26 de mayo de 2011, el presidente de Serbia, Boris Tadić, anunció la captura de Mladić y su proceso de extradición a La Haya, sede del TPIY, para ser juzgado por los delitos de que le acusaba este tribunal: genocidio, complicidad en genocidio, persecuciones, exterminación y asesinato, deportación y actos inhumanos; infligir ilegalmente terror a civiles, trato cruel, ataques indiscriminados contra la población civil y toma de rehenes.
El 22 de noviembre de 2017, el TPIY anunció su veredicto, condenando a Mladić  a cadena perpetua al ser hallado culpable de 10 de los 11 cargos que le fueron imputados.

## Biografía

### Infancia
Nacido en 1943 en la aldea de Božanovići, Ratko (llamado al nacer Ratimir) tuvo dos hermanos, Milica (nacida en 1940) y Milivoj (1944). La localidad se encuentra situada cerca de la montaña Jahorina, 25 km al sureste de Sarajevo, y pertenece a la municipalidad de Kalinovik, al oeste de Gorazde. El lugar formaba parte del efímero Estado Independiente de Croacia, o NDH, un estado títere creado por la Alemania nazi y la Italia fascista tras la invasión y desmembración del Reino de Yugoslavia en la Segunda Guerra Mundial. Por ello, fue criado en un ambiente bélico y de sentimiento nacionalista. Su madre fue Stana Lalatović (1919-2003), y su padre, Neđo Mladić (1909-1945), un líder militar de los partisanos de Bosnia, que fue asesinado por los "ustachi" croatas aliados de los nazis, durante una escaramuza en Bradina (suroeste de Sarajevo), cuando él contaba solo dos años de edad. Este hecho dejó una marca indeleble en su personalidad. Motivado por este recuerdo, el joven Mladić dejó su aldea con quince años y se alistó en el ejército.

### Carrera militar

Mapa de situación de Kalinovik, municipio natal de Mladić, en la actual Bosnia y Herzegovina.

Como tantos otros jóvenes campesinos con escasos recursos, el joven Ratko decidió iniciar la carrera militar. En ella se forjó en los ideales inculcados a la nación por Tito, con la unidad yugoslava, el socialismo autogestionario, la independencia ideológica y el estado multiétnico como principales directrices. Ingresó en la Escuela de Industrias Militares de Zemun en 1961, para después incorporarse a la Academia Militar Yugoslava KOV, y a continuación a la academia de oficiales, graduándose como el primero de su promoción, con una calificación de 9,57. Desde ese momento, su ascensión en las fuerzas armadas fue fulgurante. Después de su graduación en 1965, se afilió a la Liga de Comunistas de Yugoslavia, siendo su primer puesto en el Ejército Popular Yugoslavo (JNA) como oficial en Skopie, donde era el soldado más joven de la unidad que mandaba. Comenzó como subteniente, demostrando ser un militar muy capaz, primero al mando de un pelotón, a continuación de un batallón, y luego de una brigada. En 1989 fue ascendido a jefe del Departamento de Educación del Tercer Distrito Militar de Skopie (actual Macedonia del Norte).

### Papel en las Guerras Yugoslavas

#### Croacia
En junio de 1991, fue promovido a comandante adjunto del Cuerpo de Pristina, en Kosovo. Poco después, recibió el mando del 9.º Cuerpo del JNA, como máximo responsable de las fuerzas del gobierno federal en Knin, capital de la autoproclamada República Serbia de Krajina (en la actual Croacia). Esta entidad, formada por áreas con mayoría serbia dentro de territorio croata, nació como respuesta a la declaración de independencia de Croacia. Allí, aprovechando el creciente conflicto étnico entre serbios y croatas, se convirtió en referente de la población serbia al definirse públicamente como "defensor de los serbios de Krajina". En esta región, tuvo la complicada misión de recomponer un cuerpo del Ejército Popular que se había visto muy debilitado por la deserción de oficiales de origen croata o esloveno que se habían unido a la causa independentista de sus repúblicas de origen, pese a lo cual, logró consolidar sus posiciones en la zona. Durante su estancia en Knin, tuvo tiempo de reclutar para el JNA a muchos jóvenes de etnia serbia para su causa. El 4 de octubre  de 1991, fue ascendido a general de División. Las fuerzas del Ejército Popular Yugoslavo bajo su mando participaron en la guerra de Croacia, en particular durante la Operación Litoral 91, en un intento de separar Dalmacia del resto de Croacia, que falló a pesar de que las fuerzas del JNA estaban mejor armadas y superaban en número a las croatas. Este conflicto se prolongaría hasta 1995.

#### Sarajevo
El 5 de marzo de 1992, la República de Bosnia y Herzegovina proclamó su independencia del estado yugoslavo, tras un referéndum boicoteado por los serbobosnios (31,3% de su población). El 24 de abril siguiente, Mladić fue ascendido al rango de teniente coronel general, y el 9 de mayo asumió el mando del Segundo Distrito Militar del Ejército Popular Yugoslavo en Sarajevo, capital bosnia. Sus buenos resultados durante su estancia en Krajina habían llevado al gobierno federal a destinarle a otra zona en creciente conflicto. Un mes después de la declaración de independencia de Bosnia y Herzegovina, ordenó el bloqueo de la ciudad de Sarajevo, cerrando el tráfico tanto dentro como desde fuera de la ciudad, y el corte del suministro de agua y electricidad. Esto desencadenó los cuatro años del asedio de Sarajevo, el más largo en la historia de la guerra moderna. La ciudad fue bombardeada con obuses y disparos indiscriminados de francotiradores.

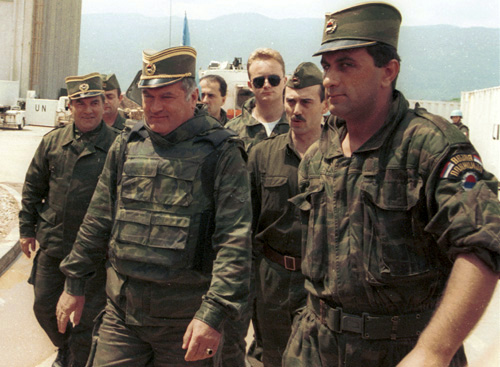
El general Ratko Mladić (centro) llega para participar en las conversaciones de mediación de las Naciones Unidas en el aeropuerto de Sarajevo, en junio de 1993.

El 12 de mayo de 1992, en respuesta a la secesión bosnia de Yugoslavia, los separatistas serbios que habían establecido la República Serbia de Bosnia, al mando de Radovan Karadžić, decidieron la creación del Ejército de la República Srpska o VRS. Al mismo tiempo, Mladić fue nombrado comandante del Estado Mayor del VRS, un cargo que ocupó hasta diciembre de 1996. En mayo de 1992, después de la retirada de las fuerzas del Ejército Popular Yugoslavo de Bosnia, el Segundo Distrito Militar del mismo se convirtió en el núcleo del Estado Mayor del VRS, cambiando solamente los símbolos de sus uniformes. La influencia de Mladić en la política de la República era ya grande: un discurso suyo ante el parlamento de los serbios de Bosnia, en mayo de 1993, fue decisivo para que estos rechazaran el plan de paz Vance-Owen. El 24 de junio de 1994, fue ascendido al rango de coronel general, como comandante en jefe de los aproximadamente 80 000 soldados del VRS establecidos en la zona.
Durante el asedio de Sarajevo desde las colinas que rodean la capital bosnia, cuyas posiciones eran regularmente visitadas por Karadžić, los bosnios interfirieron y grabaron una comunicación del alto mando del VRS en la que se oía a Mladić ordenar a la artillería serbobosnia intensificar sus ataques sobre el suburbio de Velusice, donde, según sus palabras "no hay muchos serbios". Esta grabación se encuentra en poder del TPIY, y consta como prueba en la causa contra Mladić. Más de 10 000 personas perdieron la vida en la ciudad durante su asedio, incluidos 1500 niños.

#### Secuestro de personal de la ONU

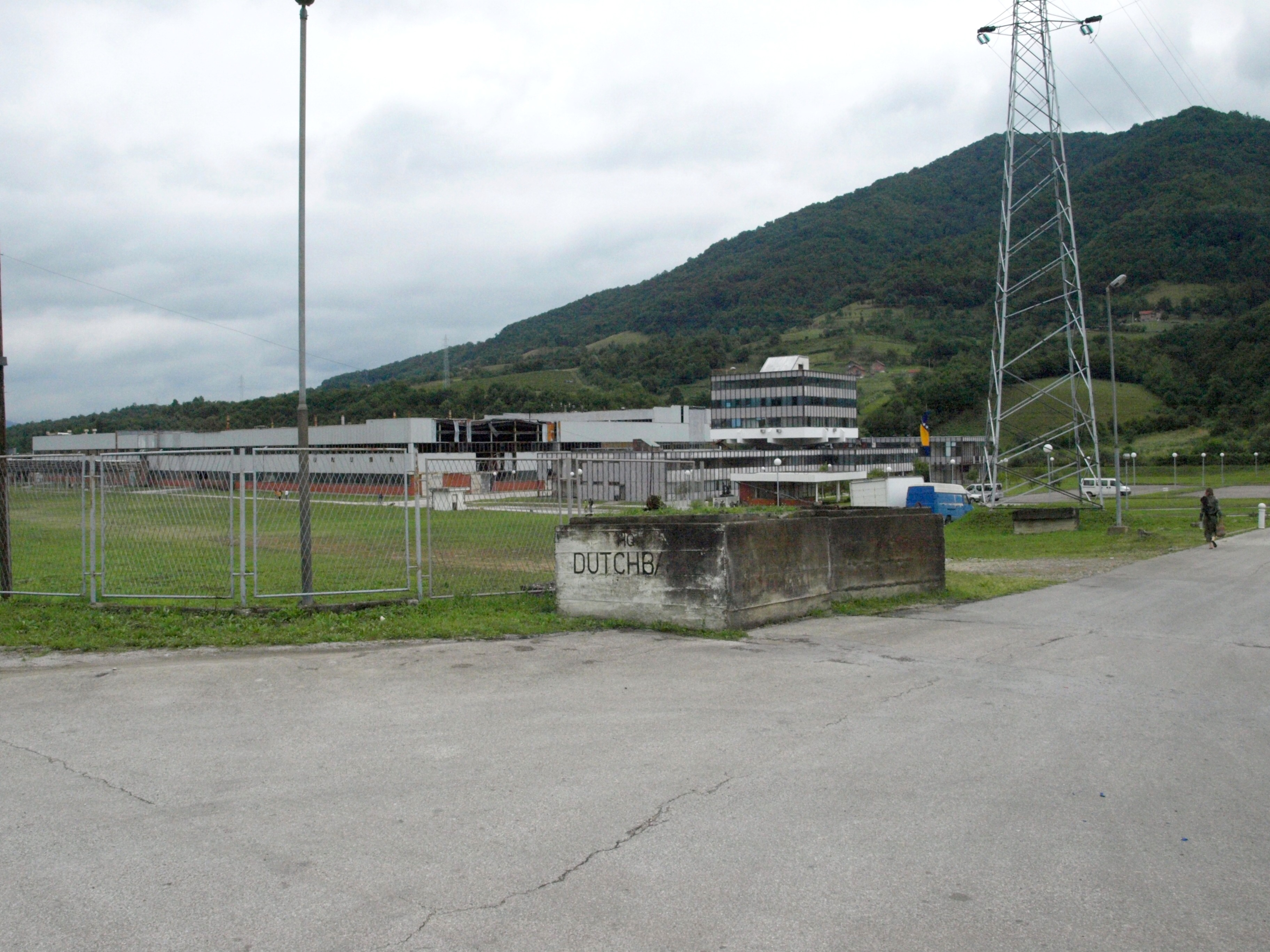
Cuartel general del Dutchbat, ubicado en una antigua fábrica de baterías en Potočari. El batallón neerlandés, integrante de UNPROFOR, era el encargado de proteger a la población civil de Srebrenica.

En abril de 1994, el VRS comenzó su ofensiva sobre la zona segura de Goražde, a lo que la OTAN respondió con su campaña de bombardeos contra objetivos serbobosnios, bajo las condiciones dispuestas por la resolución UNSCR 836. Mladić contactó con el general Rose, oficial mayor de las fuerzas de la ONU, y le amenazó con responder a los ataques: "Un ataque más y empezaré a derribar aviones (...) no puedo garantizar la seguridad de UNPROFOR y les atacaré tanto a ellos como a su centro de mando". Haciendo efectivas sus amenazas, ordenó a sus tropas rodear a 150 unidades de UNPROFOR, y tomarlos como rehenes. Entonces telefoneó de nuevo a Rose, anunciándole que "si la OTAN no interrumpe sus acciones, ni un soldado de la ONU saldrá con vida". Algunos de los rehenes de UNPROFOR eran miembros de instituciones de la OTAN (principalmente británicas y francesas), que reclamaron la inmediata interrupción de los ataques aéreos, y la OTAN cesó temporalmente los mismos.
Esta situación se repitió en noviembre, con el asedio serbobosnio sobre Bihać que desencadenó la captura de casi 500 soldados de UNPROFOR (que en algunos casos fueron utilizados como escudos humanos) para evitar la respuesta aérea de la Alianza Atlántica.
Durante el asedio a Srebrenica, en junio-julio de 1995, se produjeron también secuestros de soldados del batallón neerlandés que protegía el enclave, por lo que la dirección de la OTAN descartó también los ataques aéreos sobre las fuerzas del VRS que sitiaban la ciudad.

#### Srebrenica
En julio de 1995, las tropas al mando de Mladić, acosadas por los ataques aéreos de la OTAN destinados a forzar el cumplimiento de un ultimátum de Naciones Unidas para levantar el cerco a Sarajevo, invadieron y ocuparon las áreas de seguridad de la ONU de Srebrenica y Zepa. En Srebrenica se encontraban más de 40 000 musulmanes bosnios que habían buscado la zona de seguridad tras ser expulsados de otras ciudades. Allí, unos 8000 de ellos fueron asesinados, presuntamente por orden de Mladić.
El área segura de Srebrenica se encontraba cercado por el Cuerpo de Ejércitos del Drina, al mando del general Radislav Krstić, y era defendida por la pobremente equipada 28.ª División de Montaña del Ejército de la República de Bosnia y Herzegovina (ARBiH). La población, musulmanes bosnios, era protegida por unos 450 cascos azules holandeses en misión de la ONU.
El 9 de julio de 1995, en torno a las 17:00 h, Ratko Mladić, comandante principal del VRS, llegó sin previo aviso al puesto de mando avanzado, junto con otros altos mandos del VRS, para dirigir las operaciones. Mladić dio la orden por radio de no detenerse a la entrada de los enclaves y entrar en Srebrenica, relegando a Krstić al papel de observador. La artillería serbobosnia aplastó las posiciones del ARBiH, que huyó en desbandada. Los habitantes de la ciudad, (unos 40 000 en aquel momento) huyeron aterrados, y unos 20 000 buscaron refugio en el cuartel general neerlandés, situado en Potočari, a 6 km de Srebrenica.
El 11 de julio, el alto mando del VRS recorrió las calles de la ciudad. Ante una cámara de televisión, Mladić sentenció: 

"Aquí estamos, el 11 de julio de 1995, en la Srebrenica serbia, justo antes de un gran día para Serbia. Entregamos esta ciudad a la nación serbia, recordando el levantamiento contra los turcos. Ha llegado el momento de vengarse de los musulmanes".

A las 20:00 h, Mladić se citó en el hotel Fontana de Bratunac con el coronel Thomas Karremans, comandante de los cascos azules holandeses. Allí le reprochó los ataques aéreos de la OTAN y, según testimonios recogidos en la posterior investigación del Parlamento neerlandés, degollaron un cerdo para impresionarle. El coronel Thomas Karremans aceptó todas las exigencias serbias, permitiendo incluso que lo fotografiaran bebiendo aguardiente con los serbios. Dicha imagen fue difundida por los propios serbios a todos los medios de comunicación mundiales.
Mladić también visitó el campamento de Potočari, donde tranquilizó a los refugiados y les dijo que iban a ser trasladados en autobuses hacia zona bajo control bosnio. También repartió caramelos entre los niños mientras la televisión serbia grababa el momento. Según una testigo, cuando las cámaras dejaron de filmar, su gesto se endureció y ordenó la separación de los refugiados.
Con el pretexto de buscar criminales de guerra entre los refugiados, los serbobosnios separaron a los hombres de las mujeres y los niños, que fueron enviados en autobuses a zona bajo control bosnio. Después, las fuerzas del VRS, con apoyo de paramilitares, cometieron la peor masacre perpetrada en Europa tras la Segunda Guerra Mundial, al asesinar a unos 8100 varones, en unos hechos juzgados como genocidio por el TPIY. Mladić era el más alto mando del VRS cuando se produjo el genocidio, siendo el presidente serbobosnio Radovan Karadžić su máxima autoridad y el presunto autor intelectual de la masacre.
Un testigo protegido del caso Srebrenica que se salvó de la matanza declaró ante el TPIY que fue trasladado en un camión junto a un grupo de hombres y llevados a un descampado donde fueron fusilados, quedando malherido y tapado por los cadáveres de los demás. Este testigo declaró que Mladić supervisó la ejecución, y que no se retiró hasta comprobar que ninguno de los fusilados se movía. En el mismo contexto, Drazen Erdemović, un soldado serbobosnio arrepentido que participó en las ejecuciones, explicó que su unidad había participado en múltiples asesinatos como los descritos, utilizando en algunos casos incluso granadas de mano contra las víctimas.

### Salida del ejército

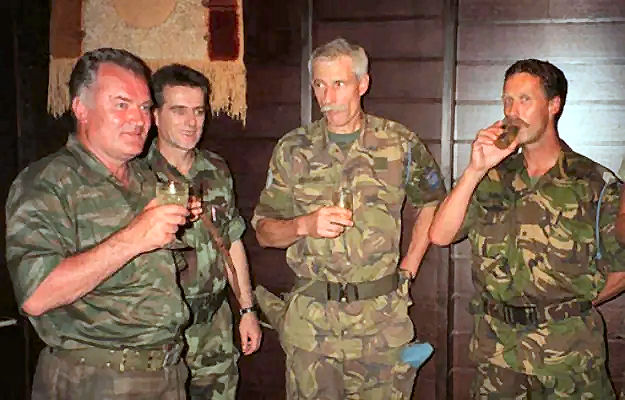
Mladić, junto a oficiales neerlandeses y el comandante de los cascos azules Thomas Karremans (centro) en el hotel Fontana de Bratunac tras la toma de Srebrenica.

Tras la toma de Srebrenica, las tropas serbobosnias tomaron también al asalto, unos días después, el enclave de Žepa. El 4 de agosto de 1995, durante la "Operación Tormenta" una gran fuerza militar croata derrotó a los serbios de la Krajina, en Croacia. El presidente serbobosnio Radovan Karadžić anunció la destitución de su cargo de Mladić para asumir él personalmente el mando del VRS. Le culpaba de la pérdida de dos importantes enclaves serbios en Bosnia occidental, y lo utilizó como pretexto para anunciar un sorprendente cambio en la estructura de su ejército, degradando a Mladić a un discreto puesto de asesor. Pero el comandante en jefe del VRS no acató su destitución y buscó el apoyo de los militares y del pueblo serbobosnio, logrando que Karadžić se viera obligado a rescindir su orden el 11 de agosto. Dieciocho generales del alto mando del VRS habían comunicado que solo acatarían órdenes de Mladić, y que no aceptaban la decisión tomada por su presidente.
El 8 de noviembre de 1996, la presidenta de la República Srpska, Biljana Plavšić, cumpliendo con los Acuerdos de Dayton, forzó a Mladić a abandonar su puesto, aunque este siguió recibiendo una pensión hasta noviembre de 2005.
A lo largo de su carrera militar, recibió las siguientes distinciones:
- Orden del Mérito Militar con espadas de plata.
- Orden del Ejército Nacional con una estrella de plata.
- Orden del Mérito Militar con espadas de oro.
- Orden de la hermandad y la unidad con corona de plata.

### Acusación y huida

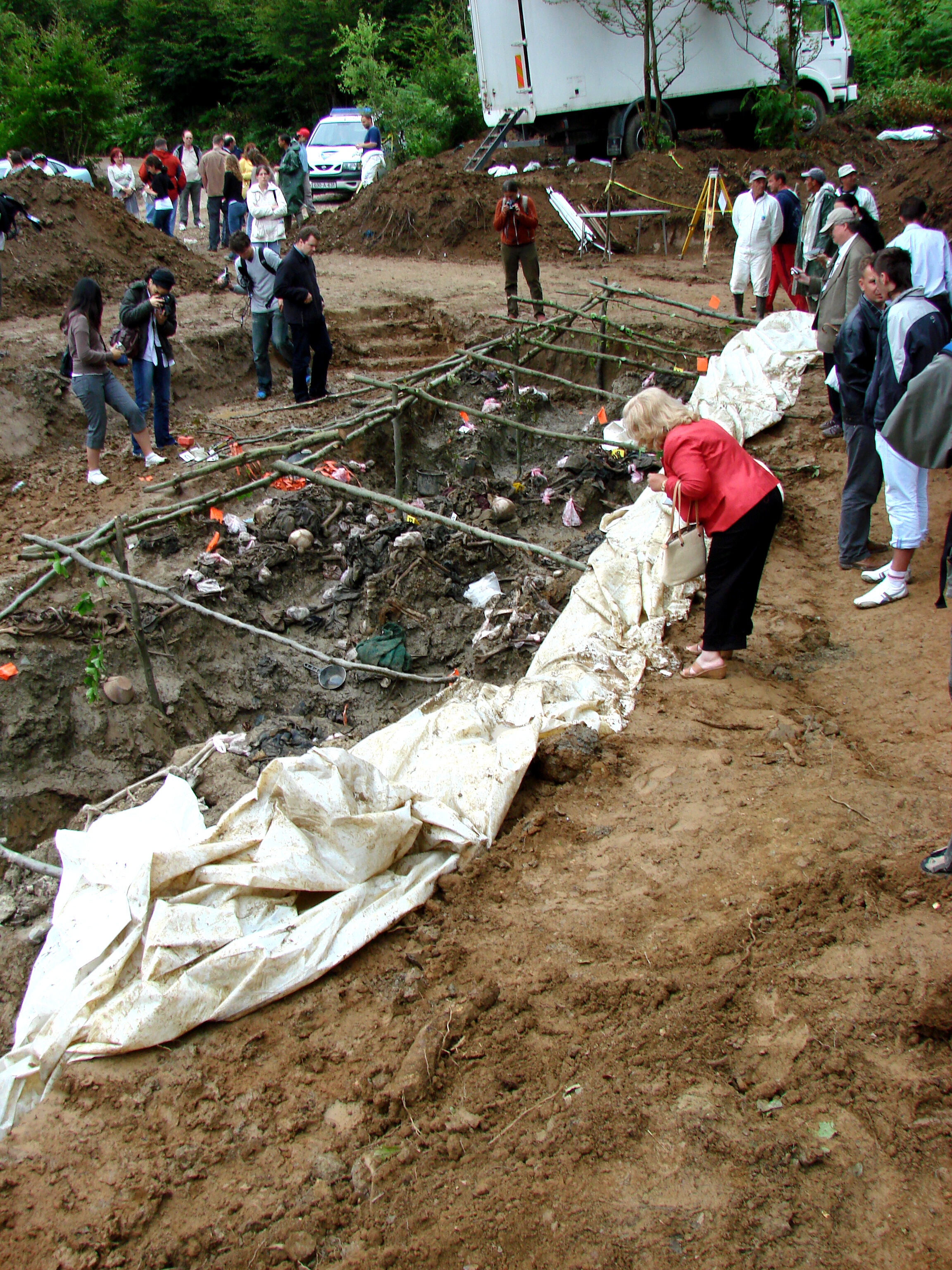
Delegados de la Asociación Internacional de Estudios del Genocidio (IAGS) examinan la exhumación de una fosa común de víctimas de la masacre de Srebrenica de julio de 1995, en las afueras de la aldea de Potocari, en Bosnia y Herzegovina, en julio de 2007.

Tras la Guerra de Bosnia, Mladić se trasladó a Belgrado, donde vivió en un suburbio de clase alta, protegido por Slobodan Milošević. Según uno de sus guardaespaldas, hasta 2002 hizo una vida relativamente normal, acudiendo a partidos de fútbol y a restaurantes.

#### Imputación
El 25 de julio de 1995, Mladić fue imputado en primera instancia por el Tribunal Penal Internacional para la ex Yugoslavia (TPIY), acusado de los cargos de genocidio, crímenes de lesa humanidad, crímenes de guerra y otros numerosos delitos (incluidos los relativos a la supuesta campaña de disparos de francotiradores) contra la población civil de Sarajevo y otras zonas de Bosnia y Herzegovina. El 16 de noviembre del mismo año, los cargos iniciales se ampliaron para incluir los correspondientes al ataque a la zona segura de Srebrenica en julio de 1995: genocidio, crímenes de lesa humanidad y crímenes de guerra. También fue acusado de la toma de rehenes entre el personal de las Naciones Unidas. El tribunal cuenta con pruebas documentales y grabaciones que certifican su responsabilidad en ambos casos.
Declarado prófugo por el tribunal, las sospechas sobre su paradero se centraron en Serbia y la República Srpska. Algunos informes han revelado que se refugió en su búnker de guerra en Han Pijesak, no lejos de Sarajevo, o en Montenegro.

#### Paradero
En febrero de 2006, un informe de inteligencia militar serbia que se filtró a la prensa reveló que Mladić se había ocultado en instalaciones militares hasta el 1 de junio de 2002, cuando la Asamblea Nacional de Serbia aprobó una ley que obligaba a la cooperación con el TPIY en La Haya. El entonces general en jefe del Ejército yugoslavo Nebojša Pavković pidió a Mladić que abandonara las instalaciones donde se alojaba en la montaña Povlen, cerca de Valjevo, tras lo cual los organismos militares serbios afirmaron haber perdido todo rastro del fugitivo. Este extremo ha sido confirmado por Rasim Ljajic, ministro serbio encargado de la cooperación con el tribunal.
En 2006, la fiscal-jefe del TPIY, Carla del Ponte, instó al Gobierno serbio a buscarlo sin más demora, y dijo que Mladić estaba al alcance de las autoridades serbias y había estado en Serbia desde 1998. En su libro "The Hunt", del Ponte asegura que Mladić estuvo a punto de ser detenido y extraditado en 2001 el mismo día que Slobodan Milošević, y que el entonces primer ministro Zoran Đinđić le dijo que aún no era posible detener a Mladić, quien vivía en Serbia bajo la protección del Ejército yugoslavo. Una información aparecida en la prensa mundial sostenía que, en octubre de 2002, mientras del Ponte se encontraba en la embajada de Suiza en Belgrado instando a los diplomáticos occidentales a localizar a los prófugos, Mladić cenaba tranquilamente en el restaurante Milosev Konak, a solo 5 minutos de distancia.
Precisamente en septiembre de 2006 comenzó en Belgrado el juicio contra 11 personas acusadas de pertenecer a una red organizada para esconder al exgeneral, en el que se consiguió reconstruir su paradero hasta febrero de ese año.
El acceso de Serbia a la Unión Europea fue condicionado por esta a la entrega al tribunal de los criminales de guerra que presuntamente se encontraban en territorio serbio, y en este marco se produjo la captura y extradición por las autoridades serbias de Radovan Karadžić en julio de 2008. Tras esta detención, el fiscal para crímenes de guerra de Serbia declaró que el arresto del que fuera Jefe de Estado Mayor del Ejército serbo-bosnio, Ratko Mladić, supondría realizar una operación "extremadamente peligrosa", ya que tenía a su disposición guardaespaldas armados dispuestos a defenderle hasta el final, además de asegurar que "no tiene ninguna intención de entregarse". También informó de las sospechas de que Mladić disponía de infiltrados en el Servicio Secreto serbio.
En marzo de 2009, fuerzas de EUFOR y la OTAN llevaron a cabo una operación conjunta en Banja Luka para desmantelar una red de apoyo para encubrir a Mladić, pero tras varios registros no encontraron rastro alguno del exgeneral. El Gobierno de los Países Bajos expresó reiteradamente que se negaría a firmar con Belgrado el Acuerdo de Estabilización y Asociación -paso previo a la adhesión a la UE- hasta que Mladić fuera detenido y conducido al TPIY.
En junio de 2009 la televisión bosnia Federal TV difundió unos vídeos en los que aparecía Mladić en fiestas y restaurantes en Serbia, así como con su esposa e hijo, y paseando por el campo. Durante su emisión, la televisión (perteneciente a la Federación de Bosnia y Herzegovina) aseguró que las imágenes habían sido filmadas el invierno anterior, aunque se veía al prófugo bastante joven. Esta afirmación fue desmentida poco después tanto por Belgrado como por la Comisión Europea, ya que las imágenes obraban en poder de la fiscalía del TPIY desde hacía varios años, y habían sido filtradas a la televisión. En junio de 2010, la familia de Mladić, a través de sus abogados, solicitó a un tribunal serbio la declaración oficial de fallecido para el exgeneral, al estimar que tras siete años sin ser visto, no podría haber sobrevivido sin atención médica por encontrarse "gravemente enfermo".

### Captura

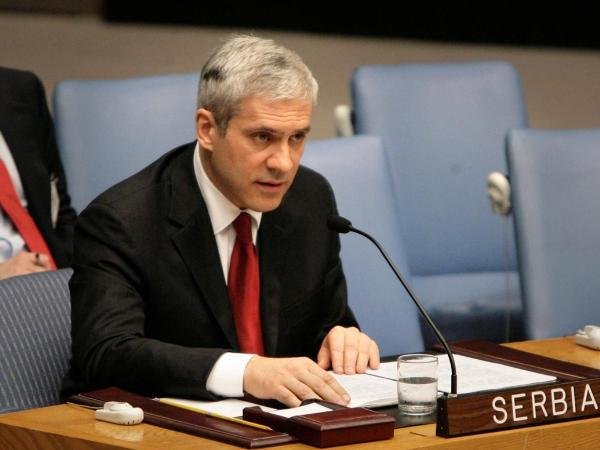
Boris Tadić, presidente de Serbia, se comprometió personalmente a la captura de Mladić, una de las condiciones fundamentales para el acceso de Serbia a la Unión Europea. Tadić anunció la captura del exgeneral serbobosnio al mediodía del 26 de mayo de 2011.

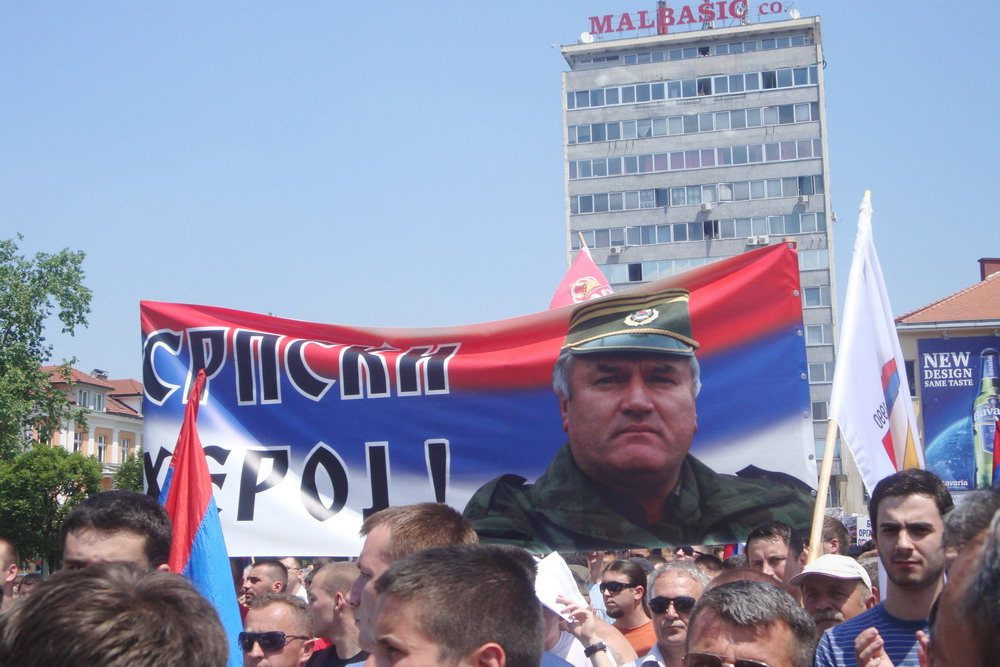
Manifestación de apoyo a Mladić en Bania Luka, con el lema српски херој (héroe serbio). La capital de facto de la República Srpska fue la ciudad de Bosnia y Herzegovina donde más manifestantes se concentraron en protesta por la extradición del exmilitar, al congregarse unas 10 000 personas.

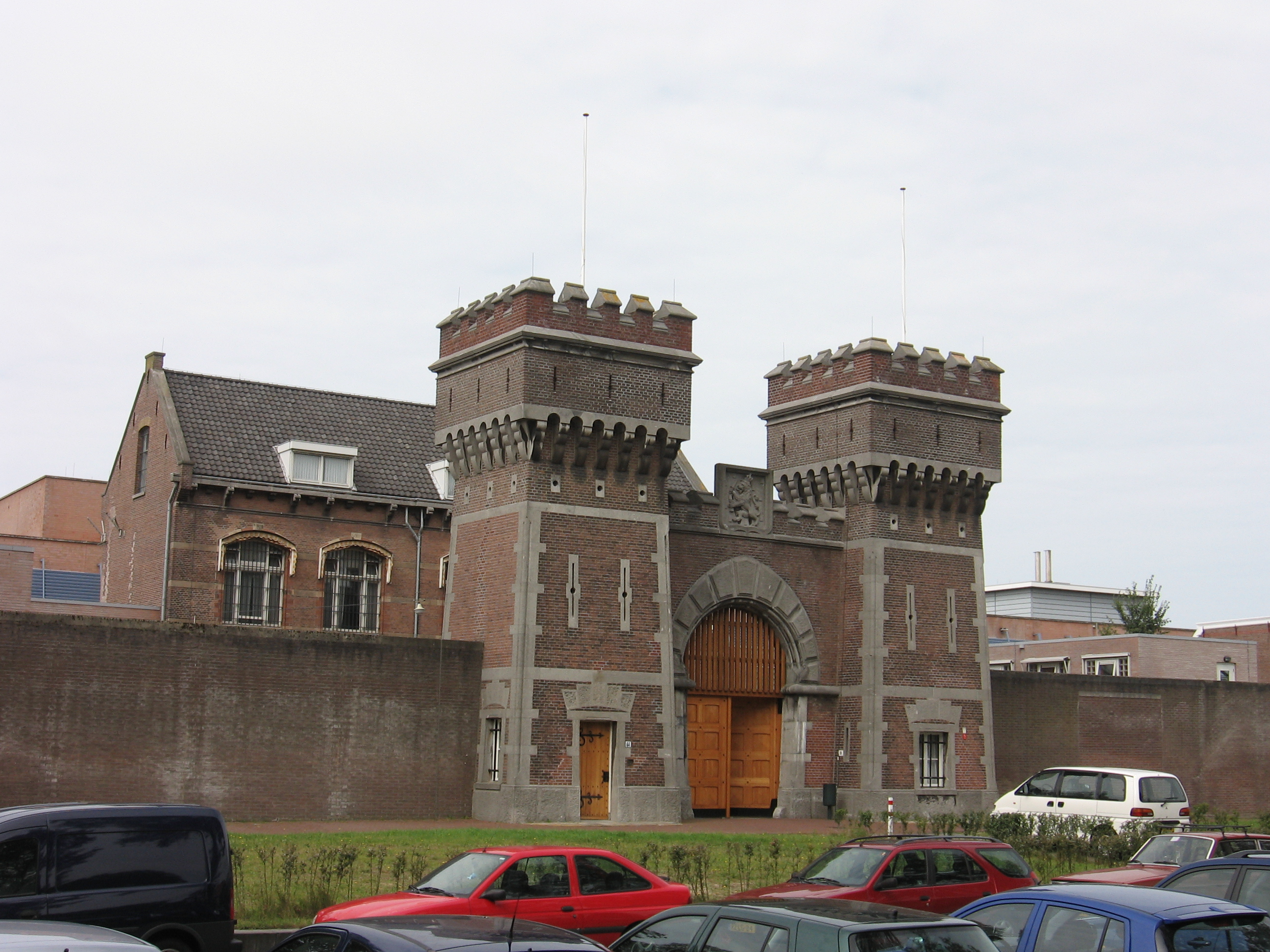
Unidad de detención de la ONU en Scheveningen, en las proximidades de La Haya, a donde fue transferido Mladić tras su extradición. En este centro también fueron internados algunos de los procesados por su participación en las Guerras Yugoslavas, como Slobodan Milošević (que falleció en el mismo) y Radovan Karadžić.

El 26 de mayo de 2011, el presidente de Serbia, Boris Tadić, anunció la captura de Ratko Mladić en una operación conjunta de la policía y el servicio secreto serbio. Según sus informaciones, Mladić fue sometido a pruebas de ADN para confirmar su identidad, ya que portaba documentación falsa bajo el nombre de Milorad Komadić, muy similar fonéticamente a su nombre real: (Milo) RadKo-M[l]adic. También anunció el inicio del proceso para su extradición a La Haya para ser juzgado por el TPIY.
Mladić fue localizado en la aldea de Lazarevo, en las proximidades de Zrenjanin, unos 80 km al norte de Belgrado, y, a pesar de portar dos pistolas, no opuso ninguna resistencia a su detención. Se encontraba en casa de unos familiares, y físicamente muy envejecido.
Posteriormente fue trasladado a la capital serbia, donde debía ser interrogado por el Tribunal Especial de Crímenes de Guerra, a cargo del fiscal Bruno Vekarić, aunque el interrogatorio debió ser pospuesto debido a su precario estado de salud, haciéndose público el dato de que apenas podía mover una mano. Su familia informó a la prensa que durante su fuga había sufrido dos infartos cerebrales, que le habían ocasionado la parálisis de la mano derecha y una importante incapacidad en el habla.
Al día siguiente de su captura continuó su interrogatorio, y tras la realización de un examen médico, el tribunal dictaminó que concurrían las condiciones requeridas para que el acusado fuera extraditado al Tribunal Penal Internacional para la antigua Yugoslavia.
A pesar de que sus abogados presentaron una apelación alegando motivos de salud, el Tribunal de Crímenes de Guerra rechazó el recurso, y el 31 de mayo la ministra de Justicia, Snezana Malović, autorizó su extradición y traslado a La Haya. Ese mismo día, tras serle permitido visitar la tumba de su hija Ana, que se suicidó en 1994, fue trasladado a los Países Bajos a bordo de una aeronave de la fuerza aérea serbia, tomando tierra en el aeropuerto de Róterdam. Posteriormente sería transferido en helicóptero al centro de detención de la ONU en Scheveningen.

#### Reacciones
Las reacciones a su captura llegaron desde los más importantes estamentos internacionales. Desde la Unión Europea se afirmó que la captura de Mladić suponía la eliminación de un obstáculo en las aspiraciones de Serbia de incorporarse a la organización. En representación de la ONU, su secretario general, Ban Ki-moon, afirmó que se trataba de "un día histórico para la justicia internacional", y Anders Fogh Rasmussen, secretario general de la OTAN, lo consideró "un paso importante hacia una Europa completa, libre y en paz". Asimismo los máximos mandatarios de Estados Unidos, Barack Obama; Francia, Nicolás Sarkozy; Reino Unido, David Cameron; Alemania, Angela Merkel, y Países Bajos, Mark Rutte, se congratularon por la noticia, manifestando su reconocimiento al gobierno serbio.
Por su parte, un portavoz del Gobierno de Rusia expresó el deseo de su ejecutivo de que el proceso fuera llevado a cabo de forma "justa e imparcial", y no fuera utilizado para "prolongar artificialmente la actividad del Tribunal Penal Internacional para la antigua Yugoslavia".
En Serbia, a pesar de que el gobierno decretó la prohibición de manifestaciones y el máximo nivel de seguridad, se llevaron a cabo movilizaciones de grupos ultranacionalistas en protesta por la captura del exgeneral, produciéndose enfrentamientos con la policía en Belgrado y Novi Sad.
El Partido Radical Serbio expresó su rechazo hacia su extradición a La Haya, y convocó marchas de repudio para el 29 de mayo. La concentración de Belgrado, llevada a cabo frente al Parlamento de Serbia, congregó a unas 10 000 personas, y transcurrió de forma pacífica hasta que algunos manifestantes comenzaron a lanzar objetos a los 3000 policías desplegados, lo que desembocó en unos disturbios que depararon 20 heridos y unos 100 detenidos. En la mayoría de ciudades serbias se llevaron a cabo manifestaciones similares, y también en algunas de Bosnia y Herzegovina, como Kalinovik, municipio natal del exgeneral, situada a unos 100 km de Srebrenica. En Bania Luka, capital de la República Srpska, 10 000 personas se manifestaron en apoyo a Mladić el día que este fue trasladado a La Haya.

### Juicio

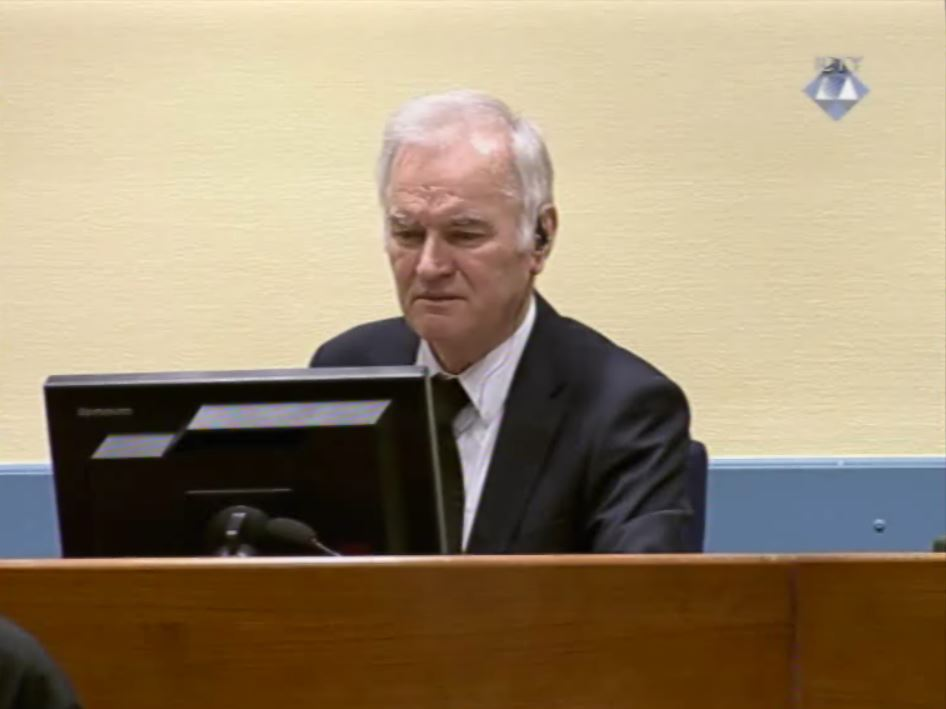
Ratko Mladić en 2014 en una de sus comparecencias ante el Tribunal Penal Internacional para la antigua Yugoslavia.

El 27 de mayo de 2011, el Tribunal Penal Internacional para la antigua Yugoslavia hizo públicos los nombres de los tres jueces que compondrían el tribunal en el caso contra Ratko Mladić: Christoph Flügge de Alemania, Alphons Orie de Países Bajos y Bakone Justice Moloto de Sudáfrica.
Su primera comparecencia ante el tribunal se produjo la mañana del 3 de junio de 2011. Tras serle leídas las acusaciones formuladas contra él, Mladić las calificó de «repugnantes y monstruosas», y se acogió a su derecho de disponer de un mes para analizar con sus abogados los pormenores del proceso, antes de declararse inocente. La fecha para el inicio del juicio fue fijada para el 14 de mayo de 2012, y el 19 de junio fue de nuevo suspendido al no haber recibido la defensa parte de la documentación solicitada, aunque fue reanudado días más tarde.
El Tribunal anunció su veredicto en el caso Mladić el 22 de noviembre de 2017, pese a que la defensa pidió que fuese aplazada la lectura de su condena debido al estado de salud del militar y que fuera examinado por médicos serbios. En más de una oportunidad la corte internacional le negó pedidos de traslado por motivos de salud.

#### Veredicto
El 22 de noviembre de 2017, Mladić fue declarado culpable del genocidio de Srebrenica, de crímenes contra la humanidad y crímenes de guerra y sentenciado a cadena perpetua al encontrar probada la comisión de estos delitos. Durante la lectura de su condena el acusado fue expulsado de la sala tras comenzar a gritar y por problemas de presión arterial. Además, el tribunal entendió que Mladić desempeñó un papel primordial en los hechos y que su plan era destruir a toda la población bosnia musulmana de la ciudad.

#### Apelación
El 8 de junio de 2021, el tribunal de la ONU confirmó la sentencia en segunda instancia, que además era definitiva. El veredicto concluyó que los abogados del exlíder serbobosnio "no pudieron demostrar ningún error en la evaluación" que lo condenó en primera instancia. Además, los jueces desestimaron una petición de la fiscalía para añadir una segunda condena de genocidio por una campaña militar en cinco municipios de Bosnia para expulsar a los no serbios entre 1992 y 1995.

## Vida personal
Ratko Mladić contrajo matrimonio el verano de 1966 con Bosiljka (Bosa) Jedić, nacida el 20 de julio de 1947 en Virovitica (Croacia), a quien conoció durante su destino en Skopie. La pareja tuvo dos hijos: Darko, nacido en 1969 y Ana Mladić, que nació en 1971. Ana, estudiante de Medicina en la Universidad de Belgrado, se suicidó a los veintitrés años de edad, el 24 de marzo de 1994, en plena guerra, en un asunto rodeado de polémica. El tribunal determinó que la joven se había disparado en la cabeza con un arma propiedad de su padre. Algunas informaciones señalaron como causa del suicidio que Ana había estado expuesta a informaciones que no conocía sobre las Guerras yugoslavas en un reciente viaje que había realizado a Rusia. Sus amigas afirmaron que su suicidio se debió a la lectura de un ejemplar de la revista serbia NIN que describía a su padre como un asesino.
Según el forense que practicó la autopsia, Zoran Stanković -que luego fue ministro de defensa serbio- al finalizar esta, Mladić le pidió que cortara un mechón de su cabello, extrajera la bala de su cabeza y se los diera. También manifestó que "en el funeral, mantuvo la compostura y no mostró emoción alguna, pero era un hombre quebrado".
Su hijo mayor, Darko, está casado y es padre de dos hijos. Vivía con su familia y su madre en Pale, pero tras la guerra se trasladaron a Belgrado.

### Personalidad

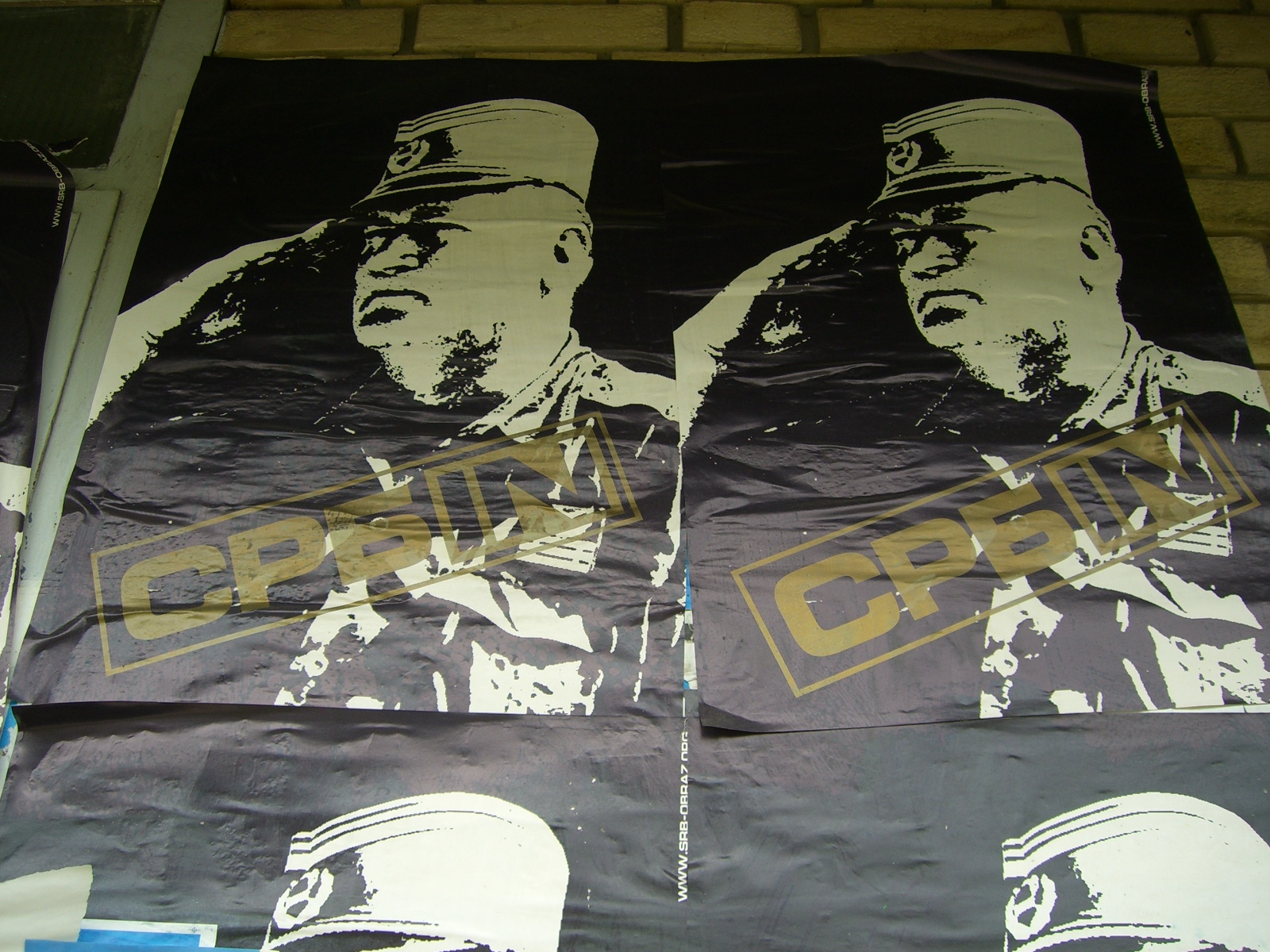
Pósteres de Ratko Mladić en Novi Sad (Serbia). En la capital de Voivodina se produjeron manifestaciones de apoyo al exgeneral cuando este fue capturado por el gobierno serbio.

Algunos analistas han afirmado que Mladić actuaba profundamente marcado por el asesinato de su padre y el suicidio de su joven hija, tras el cual cayó en una profunda depresión. Según su biógrafa, Mladić era un seguidor acérrimo de los principios de Tito, defensor a ultranza de la unidad de la Yugoslavia multiétnica. Dotado de una gran fortaleza física y una fuerte personalidad, fue el primero de su promoción militar, y durante la guerra se hicieron habituales sus visitas a primera línea del frente. En su trato con los subordinados, hacía gala de una gran autoridad y una excelente memoria, pues solía recordar los nombres de los soldados bajo su mando, lo que sorprendía a la mayoría.
Para el periodista bosnio Seki Radoncić, "Mladić orientó su odio y su violencia contra lo que percibía como las amenazas contra su país: Occidente, el nacionalismo albanés y los musulmanes". Según el corresponsal de la BBC, Paul Martin, "Mladić solía llevar a los visitantes a su aldea natal en Bosnia y les mostraba todos los lugares donde, según él, habían vivido 101 parientes suyos que fueron masacrados por una banda pro-nazi de combatientes musulmanes durante la Segunda Guerra Mundial".
En cualquier caso, Mladić ha sido definido habitualmente como un gran estratega militar, próximo en sus tácticas al Blitzkrieg, y admirador confeso de Carl von Clausewitz. "Para mí la mejor forma de dominar un conflicto armado es el ataque" (...) "Tengo un carácter ofensivo, y eso es bueno para el alto mando del ejército de la República de los serbios de Bosnia". llegó a afirmar El mismo Karremans calificó la toma de Srebrenica como una gran operación militar. Durante la guerra, en una conversación con un comandante de UNPROFOR, defendió su lucha infatigable contra los musulmanes de Bosnia diciendo: "Mi hijo es la primera de muchas generaciones que pudo conocer a su padre. Ha habido tantos ataques contra el pueblo serbio, que los niños no conocen a sus padres". Un alto funcionario de la ONU que participó con él en unas negociaciones llegó a compararlo con Saddam Hussein, diciendo "Tiene la misma astucia y el mismo deseo de presentarse a los norteamericanos y mostrarles el tipo duro que es".
En una entrevista para The New York Times concedida a su corresponsal en los Balcanes David Binder en septiembre de 1994, y ante una pregunta sobre las atrocidades cometidas por su ejército sobre los musulmanes, respondió: "Yo no lo veo así. Hice lo que han hecho todos: defender a mi pueblo. Ese es nuestro deber patriótico" (...) "Sería correcto decir de mí que tengo cuernos en la cabeza si hubiera invadido Vietnam, Camboya o las Islas Malvinas. Yo no he ido al Golfo ni a Somalia; estaba defendiendo mi propia casa. De hecho, mi casa fue uno de los primeros sitios que se quemaron". El mismo Binder narró cómo, en agosto de 1991, durante una operación militar cerca de Vrlika, en Dalmacia, un autobús cruzado en la carretera cargado con más de 70 kg de explosivos, cortaba el paso del avance de las tropas de Mladić. Este, ante la tardanza en desactivar el artefacto por parte de la unidad de ingeniería, subió al autobús y cortó los cables del detonador.
En el transcurso de la guerra (marzo de 1994), Gajo Petković, antiguo oficial y editor del boletín del JNA, escribió un artículo en el semanal NIN de Belgrado en el que definía a Mladić como "vanidoso", "cínico" y "sádico", además de acusarle de actuar "arrastrado por la ira y la brutalidad", y de ser el "indudable responsable de los crímenes cometidos por el ejército que dirigía." Poco después, Petković aseguró que el general le había amenazado de muerte cuando conoció el artículo. La mayoría de las versiones apuntan que este artículo fue el causante del suicidio de la hija del general, Ana. Desde entonces, existe una opinión generalizada de que se transformó en una persona irascible, paranoide y desconfiada. Algunos, incluso, llegaron a dudar de su estabilidad mental.

## Cargos
Según el informe del Tribunal Penal Internacional para la ex-Yugoslavia del caso Ratko Mladić, clave (IT-95-5/18), los cargos de los que está acusado son los siguientes:
- Genocidio, complicidad en el genocidio (genocidio, artículo 4), cometidos en las zonas de Banja Luka, Bosanska Krupa, Bratunac, Ključ, Kotor Varoš, Prijedor, Sanski Most, Srebrenica, Vlasenica y Zvornik.
- Persecución, exterminio y asesinato, deportación, actos inhumanos, toma de rehenes (Violación de las leyes o costumbres de la guerra, crímenes de lesa humanidad, artículos 3 y 5) cometidos en las zonas de Banja Luka, Bihać, Bijeljina, Bosanska Gradiška, Bosanska Krupa, Bosanski Novi, Bratunac, Brčko, Doboj, Foča, Gacko, Kalinovik, Ključ, Kotor Varoš, Nevesinje, Novi Grad, Prijedor, Rogatica, Sanski Most, Srebrenica, Teslić, Vlasenica, Vogošća y Zvornik.

El 11 de octubre de 2002, una enmienda de los cargos (IT-95-5/18-I) redujo la acusación a seis cargos de violaciones de las leyes o costumbres de la guerra, siete cargos de crímenes de lesa humanidad y dos cargos de genocidio.

## Héroe y villano

### Defensores

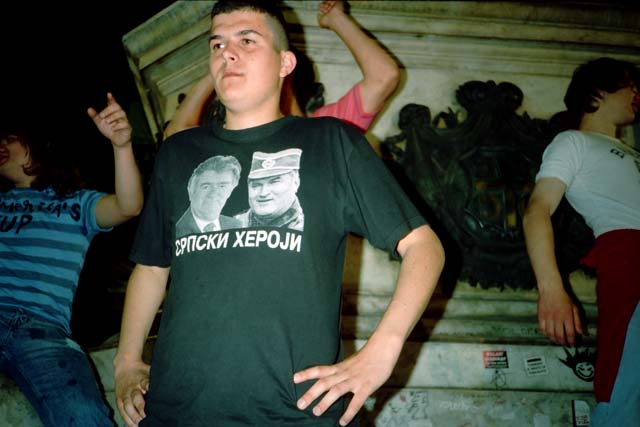
Jóvenes serbios con camisetas de apoyo a Radovan Karadžić y Ratko Mladić. En las mismas se puede leer la leyenda: Српски хероји (héroes serbios).

La figura de Ratko Mladić levanta una gran controversia en la opinión pública balcánica, y va ligada a los sucesos ocurridos las últimas décadas en los Balcanes. El sector más extremista del nacionalismo serbio lo considera un héroe, por haber defendido los ideales de la Gran Serbia. Él y Karadžić, en particular, son defendidos por el Partido Radical Serbio de Vojislav Seselj (también juzgado en La Haya), que organizó varias jornadas de protesta cuando este fue entregado al tribunal. En 2007, la misma Carla del Ponte (entonces fiscal jefe del TPIY) admitió "Juzgarle en Belgrado es impensable; sigue siendo un héroe".
En Pale, que fue sede del gobierno serbobosnio durante la guerra, él y Karadžić son considerados "héroes nacionales". Incluso dentro de algunos sectores de las Fuerzas Armadas de Serbia se le reconoce como tal.

"Mladić, como actor principal en la guerra de la ex-Yugoslavia, fue muchas cosas. Soldado entre los soldados para sus hombres, llevó una vida ascética, durmiendo en una cama simple, y batalló por el barro con sus tropas. Un príncipe guerrero para el nacionalismo serbio, es y será adorado como uno de una larga lista de héroes de Serbia que se remonta hasta su pasado medieval".

El apoyo al exgeneral por parte de un sector importante de la población serbia quedó patente tras su captura, cuando se llevaron a cabo concentraciones de apoyo en las principales ciudades de Serbia (en Belgrado se reunieron 10 000 personas) y de la República Srpska (incluyendo Kalinovik, municipio al que pertenece su aldea natal de Božanovići).

### Detractores
Para los habitantes de otras ex repúblicas yugoslavas Mladić simboliza la destrucción y la muerte. Considerado el hombre más buscado de las guerras yugoslavas, su rol en el genocidio de Srebrenica ha centrado en su figura y en la de Karadžić las exigencias de justicia, sobre todo en Bosnia, donde se festejó especialmente la captura de este último en 2008.

"Para los civiles a los que prometió seguridad en las ciudades que tomó, Mladić es el símbolo del mal. Prometió que no se tocaría a quienes quedaron bajo su cuidado, pero las fuerzas serbias de Bosnia bajo su mando causaron estragos en varios lugares".

En la propia Serbia, las exigencias de la Unión Europea de su entrega como condición de acceso del país han dividido a la clase política, mostrándose el gobierno de Boris Tadić dispuesto a colaborar en su captura.
Según una encuesta publicada en enero de 2009 por el canal serbio de televisión B92, solo un 14,29 % de los serbios denunciarían a las autoridades el paradero de Mladić a cambio de un millón de euros si lo supieran. Según el mismo estudio, un 20,57 % no tendrían una actitud definida, y un 65,14 % no daría esa información.